# Jon Postel
Jonathan Bruce Postel (Altadena, 6 de agosto de 1943 — Santa Mônica, 16 de outubro de 1998) foi um cientista da computação estadunidense.
Jon Postel contribuiu significativamente para a o desenvolvimento da Internet, particularmente com respeito a normas. É conhecido principalmente por ser o editor da séries de documentos Request for Comments (RFCs) e pela administração do Internet Assigned Numbers Authority até sua morte. O Prêmio Postel da Internet Society é nomeado em sua honra, bem como o Centro Postel no Information Sciences Institute. Seu obituário foi escrito por Vint Cerf e publicado como RFC 2468 em memória de Postel e sua obra.

## Carreira
Postel frequentou a Universidade da Califórnia em Los Angeles (UCLA), onde obteve um B.S. em 1966 e um M.A. em 1968 em engenharia, e um doutoramento em ciência da computação em 1974.
Na UCLA esteve envolvido no trabalho no início da ARPANET; mais tarde, mudou-se para o Information Sciences Institute na Universidade do Sul da Califórnia, onde passou o restante de sua carreira.

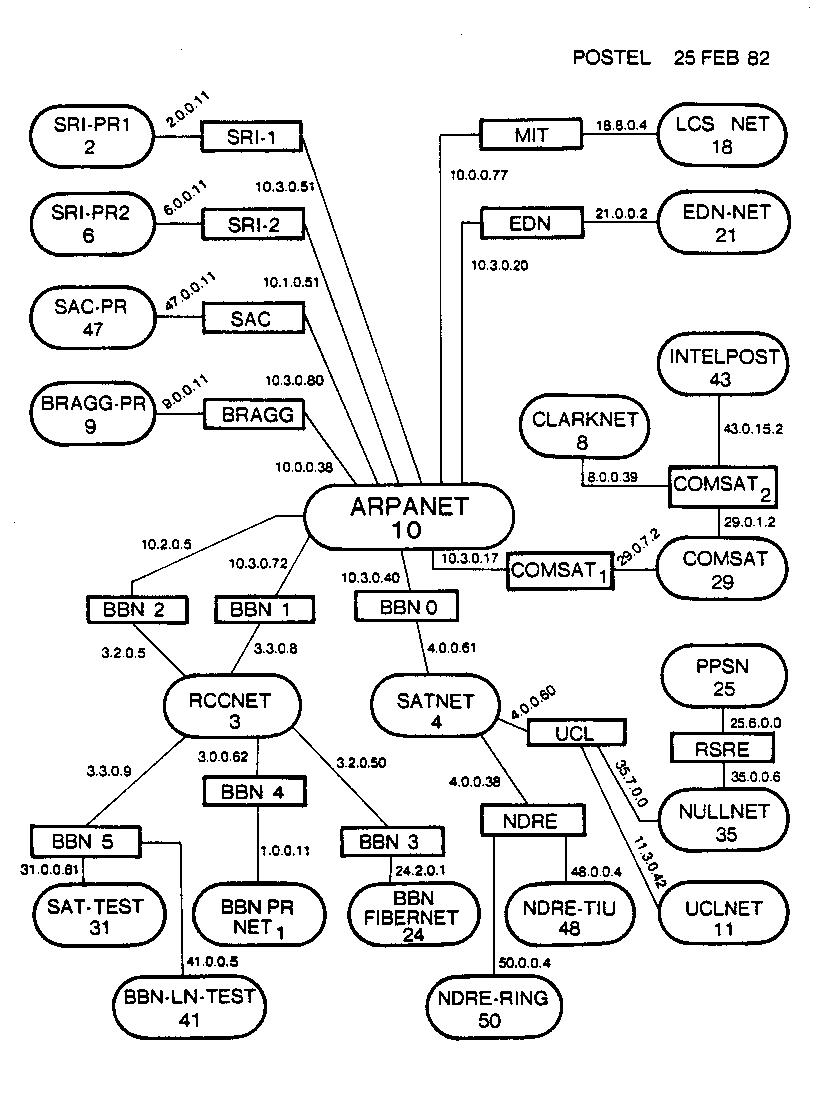
Mapa da Internet, criado por Jon Postel, em 1982.

Postel foi o editor da série de RFC de 1969 até sua morte, tendo escrito e editado vários RFCs importantes, incluindo as RFCs 791-793, que definem os protocolos básicos do conjunto de protocolos Internet e a RFC 2223, Instruções aos autores. Ele escreveu ou foi co-autor de mais de 200 RFCs.
Postel serviu no Internet Architecture Board e seus antecessores por muitos anos. Foi diretor da câmara de atribuição de nomes e números, o Internet Assigned Numbers Authority (IANA), desde o seu início. Foi o primeiro membro e participou do Conselho de Administração da Internet Society. Além de ter sido o primeiro, foi por muito tempo o administrador do ccTLD .us. Também administrou a empresa Los Nettos Network.
Ao mesmo tempo em que ele realizou essas atividades, ele assumiu a sua primeira posição como Diretor da Divisão de Redes de Computadores (Divisão 7), do Instituto de Ciências da Informação da Universidade do Sul da Califórnia. 

### O teste da Autoridade americana da raiz DNS
Em 28 de janeiro de 1998, Postel, a título de teste, enviou um e-mail a oito dos doze operadores regionais de servidores raiz da Internet e os instruiu a alterar o servidor de zona de raiz da subsidiária do Network Solutions (NSI), SAIC, em a.root-SERVERS.NET. (198.41.0.4) para DNSROOT.IANA.ORG (198.32.1.98). Os operadores cumpriram as instruções de Postel, dividindo assim o controle da Internet entre a IANA e os quatro operadores de raiz restantes do governo dos EUA, na NASA, o Departamento de Defesa e o NSI. Embora o uso da Internet não tenha sido interrompido, ele logo recebeu ordens de oficiais superiores do governo para desfazer a alteração, o que foi feito. Uma semana depois, a Administração Nacional de Telecomunicações e Informação dos Estados Unidos emitiu um "documento", garantindo a definitiva afirmação de autoridade do governo dos EUA sobre a zona de raiz do DNS, o que na prática aumentou o controle norte-americano.

### Morte
Postel morreu de complicações após uma cirurgia de substituição de válvulas cardíacas em Los Angeles, em 16 de outubro de 1998, nove meses depois do incidente de Autoridade Raiz no DNS.

## Legado
A importância das contribuições de Jon Postel para a construção da Internet, tanto a nível técnico e pessoal, foram de tal forma importantes que uma parte delas foi organizada no RFC 2468 "I Remember IANA", escrito por Vinton Cerf.

## Lei de Postel
Talvez o seu legado mais famoso seja o do RFC 793, que inclui o Princípio da Robustez, frequentemente rotulado como Lei de Postel: 

"Seja conservador no que você faz, seja liberal no que você aceita dos outros"
 Em circuitos digitais, esse princípio tem sido um importante aspecto do que é conhecido como disciplina estática.